# Dmitriy Shevchenko
Dmitriy Shevchenko (em russo:  Дмитрий Шевченко; Taganrog, 13 de maio de 1968) é um antigo atleta russo, especialista em lançamento do disco, que ganhou medalhas de prata em campeonatos mundiais e europeus. No entanto, foi só em 2002, com 34 anos de idade que consguiu passar, por uma única vez, a barreira dos setenta metros, quando arremessou o disco a 70.54 metros numa competição interna. As suas três participações olímpicas foram todas fracassadas, principalmente a de 2004, em Atenas, onde não realizou um só lançamento válido.
Foi campeão russo nos anos de 1992, 1993, 1999, 2000, 2001 e 2003. Falhou as épocas 1996 e 1997 devido a uma suspensão por uso de substâncias dopantes.
É casado com a barreirista russa Irina Shevchenko, de quem foi também treinador.

## Feitos alcançados

### Melhores marcas pessoais
| Prova               | Data              | Local             | Marca   |
| ------------------- | ----------------- | ----------------- | ------- |
| Lançamento do disco | 7 de maio de 2002 | Krasnodar, Rússia | 70.54 m |
| Arremesso do peso   | 1999              | Rússia            | 17.94 m |

### Palmarés
| Ano                             | Evento                            | Local                           | Marca                           | Posição                         | Observações                     |
| Representando a União Soviética | Representando a União Soviética   | Representando a União Soviética | Representando a União Soviética | Representando a União Soviética | Representando a União Soviética |
| ------------------------------- | --------------------------------- | ------------------------------- | ------------------------------- | ------------------------------- | ------------------------------- |
| 1991                            | IV Campeonatos Mundiais           | Tóquio, Japão                   | 62.90 m                         | 7º                              |                                 |
|                                 | Representando a Equipa Unificada  |                                 |                                 |                                 |                                 |
| 1992                            | XXV Jogos Olímpicos               | Barcelona, Espanha              | 61.78 m                         | 8º                              |                                 |
| Representando a Rússia          |                                   |                                 |                                 |                                 |                                 |
| 1993                            | IV Campeonatos Mundiais           | Estugarda, Alemanha             | 66.90 m                         | 2º                              | Medalha de Prata                |
| 1993                            | XIV Taça da Europa - Super-Liga   | Roma, Itália                    | 63.96 m                         | 2º                              |                                 |
| 1993                            | IX Grande Prémio IAAF- Final      | Londres, Reino Unido            | 63.24 m                         | 4º                              |                                 |
| 1994                            | XVI Campeonatos Europeus          | Helsínquia, Finlândia           | 64.56 m                         | 2º                              | Medalha de Prata                |
| 1994                            | III Jogos da Boa Vontade          | São Petersburgo, Rússia         | 64.68 m                         | 1º                              | Medalha de Ouro                 |
| 1994                            | XV Taça da Europa - Super-Liga    | Birmingham, Reino Unido         | 64.74 m                         | 1º                              |                                 |
| 1998                            | IV Jogos da Boa Vontade           | Nova Iorque, Estados Unidos     | 64.81 m                         | 1º                              | Medalha de Ouro                 |
| 1998                            | XIX Taça da Europa - Super-Liga   | São Petersburgo, Rússia         | 65.14 m                         | 1º                              |                                 |
| 1999                            | VII Campeonatos Mundiais          | Sevilha, Espanha                | 60.80 m                         | 14º na qualif.                  | Não apurado para a final        |
| 2000                            | XXVII Jogos Olímpicos             | Sydney, Austrália               | 62.65 m                         | 11º                             |                                 |
| 2001                            | XXII Taça da Europa - Super-Liga  | Florença, Itália                | 65.26 m                         | 3º                              |                                 |
| 2002                            | XVIII Campeonatos Europeus        | Munique, Alemanha               | 63.97 m                         | 6º                              |                                 |
| 2002                            | XXIII Taça da Europa - Super-Liga | Annecy, França                  | 62.03 m                         | 2º                              |                                 |
| 2003                            | IX Campeonatos Mundiais           | Paris-Saint-Denis, França       | 62.28 m                         | 10º                             |                                 |
| 2003                            | XXIV Taça da Europa - Super-Liga  | Florença, Itália                | 65.39 m                         | 1º                              |                                 |